# Saison 2000-2001 de snooker
Navigation
1999-2000 2001-2002
La saison 2000-2001 de snooker est la 33e saison de snooker. Elle regroupe 24 tournois organisés par la WPBSA entre le 21 juin 2000 et juin 2001.

## Nouveautés
- Apparition au calendrier du circuit du challenge, ensemble de tournois permettant d'obtenir l'accession au circuit professionnel, en remplacement du circuit du Royaume-Uni.
- Disparition du tournoi Pontins professionnel, les deux pro-am étant quant à eux maintenus.

## Calendrier
| C = Tournoi classé (professionnel)              |
| NC = Tournoi non classé (professionnel)         |
| TE = Tournoi par équipes (professionnel)        |
| P/A = Tournoi pro-am (professionnel et amateur) |
| CC = Circuit du challenge (amateur)             |

| Dates (mois-jour) | Dates (mois-jour) | Tournoi                            | Lieu        | Site                              | Cat. | Vainqueur          | Finaliste          | Score, | Références |
| 06-21             | 06-25             | Open d'Autriche                    | Wels        | BRP Hall                          | P/A  | Robin Hull         | Matthew Couch      | 5-1    |            |
| 08–26             | 09–03             | Coupe des champions                | Brighton    | Brighton Centre                   | NC   | Ronnie O'Sullivan  | Mark Williams      | 7–4    | ,          |
| 10–01             | 10–08             | Open de Grande-Bretagne            | Plymouth    | Plymouth Pavilions                | C    | Peter Ebdon        | Jimmy White        | 9–6    | [ 5 ]      |
| 10–13             | 10–22             | Grand Prix                         | Telford     | Telford International Centre      | C    | Mark Williams      | Ronnie O'Sullivan  | 9–5    | [ 6 ]      |
| 10–24             | 10–29             | Masters d'Écosse                   | Motherwell  | Civic Centre                      | NC   | Ronnie O'Sullivan  | Stephen Hendry     | 9–6    | [ 7 ]      |
| 10-??             | 10-??             | Tournoi Pontins pro-am (automne)   | Prestatyn   | Pontins                           | P/A  | Kuldesh Johal (en) | Colin Morton       | 5-3    |            |
| 10–31             | 11–02             | Circuit du challenge (épreuve 1)   | Swindon     | Jesters Snooker Club              | CC   | Adrian Rosa (en)   | Surinder Gill (en) | 6–4    | ,          |
| 11–05             | 11–16             | Championnat Benson & Hedges        | Malvern     | Willie Thorne Snooker Centre      | NC   | Shaun Murphy       | Stuart Bingham     | 9–7    | [ 10 ]     |
| 11-??             | 11-??             | Championnat de Merseyside          | Liverpool   | George Scott Snooker Club         | NC   | Michael Holt       | Rod Lawler         | 5-3    |            |
| 11–18             | 12–03             | Championnat du Royaume-Uni         | Bournemouth | Bournemouth International Centre  | C    | John Higgins       | Mark Williams      | 10–4   | [ 11 ]     |
| 12–09             | 12–17             | Open de Chine                      | Shenzhen    | Mission Hills Resort              | C    | Ronnie O'Sullivan  | Mark Williams      | 9–3    | [ 12 ]     |
| 12–18             | 12–20             | Circuit du challenge (épreuve 2)   | Harrogate   | Manhattan Club and Snooker Centre | CC   | Andrew Norman (en) | Luke Fisher        | 6–3    | ,          |
| 01–13             | 01–21             | Coupe des nations                  | Reading     | The Hexagon                       | TE   | Écosse             | Irlande            | 6–2    | ,          |
| 01–24             | 01–28             | Open du pays de Galles             | Cardiff     | Cardiff International Arena       | C    | Ken Doherty        | Paul Hunter        | 9–2    | ,          |
| 02–04             | 02–11             | Masters                            | Londres     | Wembley Conference Centre         | NC   | Paul Hunter        | Fergal O'Brien     | 10–9   | [ 17 ]     |
| 02–21             | 02–25             | Grand Prix de Malte                | La Vallette | Mediterranean Conference Centre   | NC   | Stephen Hendry     | Mark Williams      | 7–1    | [ 18 ]     |
| 03–09             | 03–11             | Circuit du challenge (épreuve 3)   | Swindon     | Jesters Snooker Club              | CC   | Shaun Murphy       | Andrew Norman (en) | 6–3    | ,          |
| 03–11             | 03–17             | Masters de Thaïlande               | Bangkok     | Mercahant Court Hotel             | C    | Ken Doherty        | Stephen Hendry     | 9–3    | ,          |
| 03–27             | 04–01             | Masters d'Irlande                  | Dublin      | Citywest Hotel                    | NC   | Ronnie O'Sullivan  | Stephen Hendry     | 9–8    | [ 21 ]     |
| 04–04             | 04–06             | Circuit du challenge (épreuve 4)   | Harrogate   | Manhattan Club and Snooker Centre | CC   | Shaun Murphy       | Luke Simmonds      | 6–2    | ,          |
| 04–08             | 04–15             | Open d'Écosse                      | Aberdeen    | A.E.C.C.                          | C    | Peter Ebdon        | Ken Doherty        | 9–7    | ,          |
| 04–21             | 05–07             | Championnat du monde               | Sheffield   | Crucible Theatre                  | C    | Ronnie O'Sullivan  | John Higgins       | 18–14  | [ 25 ]     |
| 01–06             | 05–13             | Première ligue                     | Inverness   | Inverness Leisure Centre          | NC   | Ronnie O'Sullivan  | Stephen Hendry     | 9–7    | [ 26 ]     |
| 06-??             | 06-??             | Tournoi Pontins pro-am (printemps) | Prestatyn   | Pontins                           | P/A  | Luke Simmonds      | Brian Morgan (en)  | 7-5    |            |

## Classement mondialen début et fin de saison

### Après lechampionnat du monde 2000
| Rang | Évol.         | Joueur            | Points |
| 1    | 2             | Mark Williams     | 57100  |
| 2    | 1             | John Higgins      | 44445  |
| 3    | 1             | Stephen Hendry    | 42570  |
| 4    | en stagnation | Ronnie O'Sullivan | 32640  |
| 5    | 1             | Stephen Lee       | 31605  |
| 6    | 3             | Matthew Stevens   | 31105  |
| 7    | en stagnation | Ken Doherty       | 29255  |
| 8    | en stagnation | Alan McManus      | 25510  |
| 9    | 2             | Fergal O'Brien    | 24702  |
| 10   | 5             | John Parrott      | 24065  |
| 11   | 1             | Anthony Hamilton  | 23515  |
| 12   | 1             | Peter Ebdon       | 23355  |
| 13   | 4             | Dave Harold       | 22737  |
| 14   | 2             | Paul Hunter       | 22497  |
| 15   | 20            | Marco Fu          | 22329  |
| 16   | 12            | Joe Swail         | 21590  |

### Après lechampionnat du monde 2001
| Rang | Évol.         | Joueur            | Points |
| 1    | en stagnation | Mark Williams     | 53390  |
| 2    | 2             | Ronnie O'Sullivan | 45599  |
| 3    | 1             | John Higgins      | 43724  |
| 4    | 3             | Ken Doherty       | 38339  |
| 5    | 2             | Stephen Hendry    | 35603  |
| 6    | en stagnation | Matthew Stevens   | 32884  |
| 7    | 5             | Peter Ebdon       | 32662  |
| 8    | 3             | Stephen Lee       | 29924  |
| 9    | 5             | Paul Hunter       | 25884  |
| 10   | 6             | Joe Swail         | 24872  |
| 11   | 7             | Jimmy White       | 23584  |
| 12   | 4             | Alan McManus      | 21940  |
| 13   | 9             | Mark King         | 21875  |
| 14   | 5             | Graeme Dott       | 21764  |
| 15   | 2             | Dave Harold       | 21430  |
| 16   | 7             | Fergal O'Brien    | 21131  |